# Израильские поселения

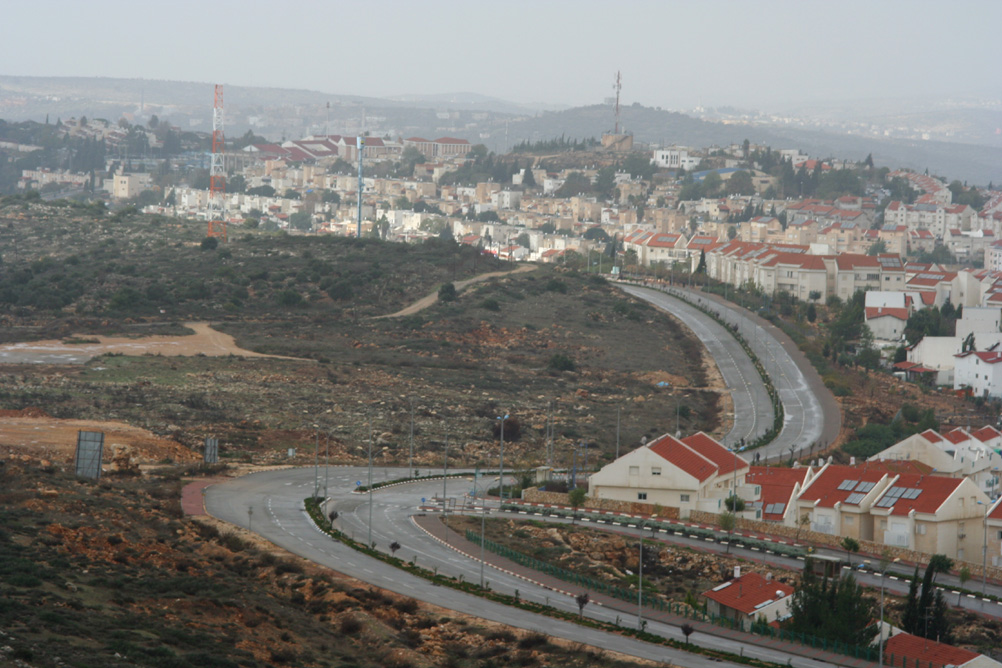
Вид на город Ариэль

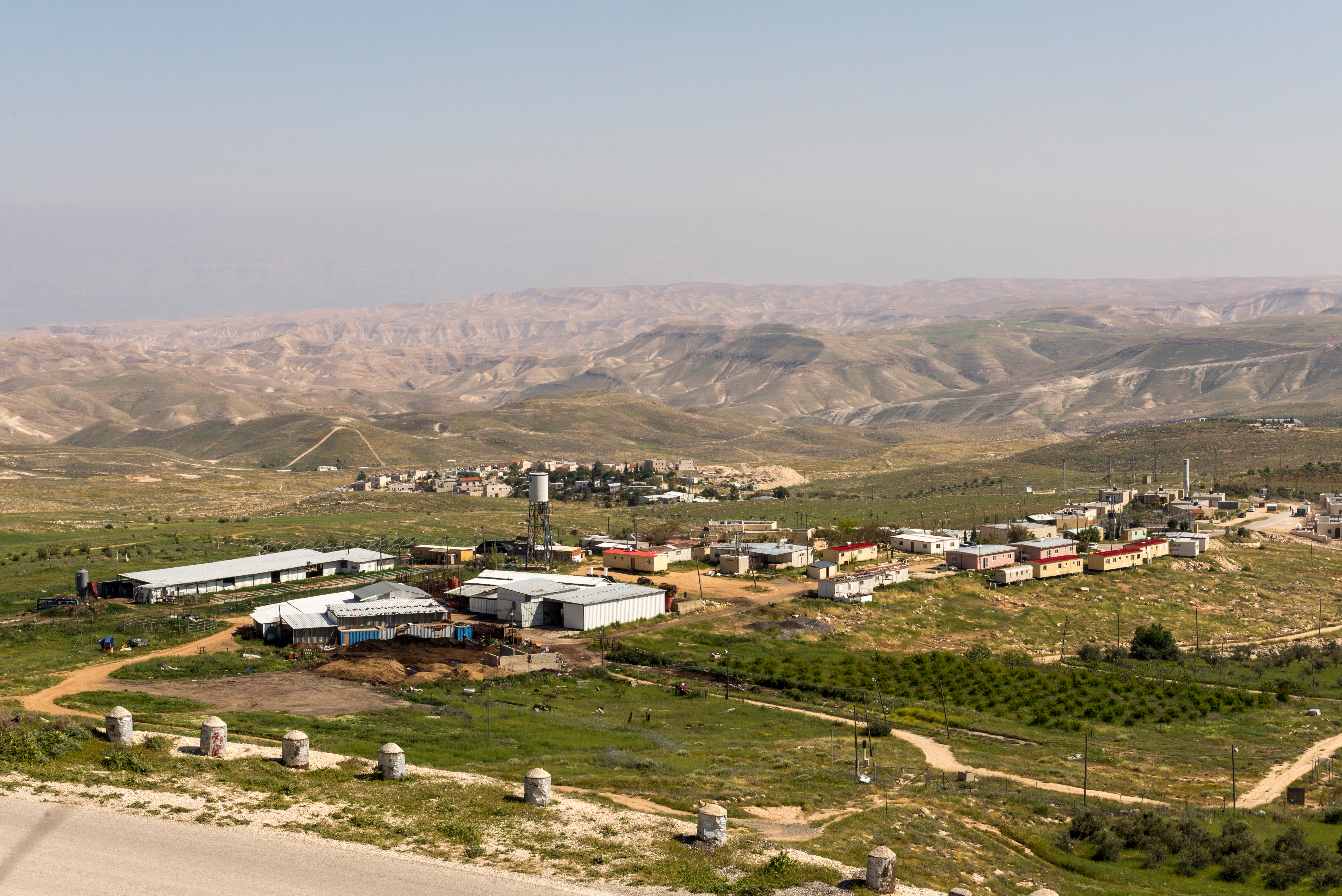
Заатара в 2016 году.

Израильские поселения — населённые пункты, созданные после 1967 года на территориях, занятых Израилем в ходе Шестидневной войны, жителями которых являются (или являлись) граждане Израиля. Ряд стран и ООН определяют данные территории как оккупированные, поскольку согласно резолюции № 181 Генеральной Ассамблеи ООН они предназначались для создания арабского государства (План ООН по разделу Палестины). Государство Израиль определяет эти территории как спорные, отмечая, что, согласно Уставу ООН, упомянутая резолюция не имела обязательной силы и являлась лишь рекомендательной, а также тот факт, что арабская сторона отвергла её сразу же после её вынесения.
Израиль контролирует территорию Иудеи и Самарии (Западного берега реки Иордан), на которой находятся израильские поселения, а также прилегающие к ним территории (так называемая зона «C» по договору, заключённому в Осло). Остальная территория поделена на зоны «A» (под управлением Палестинской национальной администрации) и «B» (где ПНА осуществляет гражданское управление, но безопасность контролируется совместно с Израилем). Отдельный договор был заключён относительно города Хеврон, где Израиль контролирует еврейский анклав и дороги, связывающие его с исторической частью города и внешним миром, а ещё около четверти города находится под общим управлением. Деление сектора Газа на зоны прекратилось после одностороннего размежевания и разрушения израильских поселений в 2005 году.
Ряд источников считает, что существование израильских поселений на оккупированных территориях противоречит Женевской конвенции. Такие международные межправительственные организации, как Конференция стран участников Четвёртой Женевской Конвенции, ООН и ЕС, неоднократно заявляли, что эти поселения являются серьёзным нарушением международного права. Неправительственные организации, такие как Международная Амнистия и Human Rights Watch, также охарактеризовали создание поселений как нарушение международных законов.
Израиль не согласен, что его действия являются нарушением международного права, и считает, что в данном случае не могут быть применены нормы Женевской конвенции, поскольку «эти территории ранее не принадлежали никакому государству». Он также оспаривает определение территории Западного берега р. Иордан (включая Восточный Иерусалим) в качестве «оккупированной», настаивая на международном термине «спорная территория». В качестве основных аргументов в пользу этой позиции приводятся оборонительный характер Арабо-израильской войны 1948 года и Шестидневной войны (1967), отсутствие признанного международного суверенитета над этими территориями до 1967 года и историческое право еврейского народа на Землю Израиля.

## Термины
- На иврите поселение за пределами зеленой линии как правило называют хитнахлут (ивр. התנחלות‎). Этот термин означает «наследие», то есть поселение, основанное на земле, унаследованной от предков, живших на ней во времена израильских царств. В Торе он упоминается по отношению к заселению евреями Ханаана после исхода из Египта. Стал употребляться после первой победы на выборах и прихода к власти партии Ликуд в 1977 году. Постепенно термин хитнахлут приобрёл негативную коннотацию и в настоящее время жители поселений и их сторонники пользуются термином хитьяшвут, который означает собственно «заселение».
- Палестинцы называют израильские поселения термином мустамараат (араб. مستعمرات‎), что означает в дословном переводе колонии[8].
- Израильское правительство официально придерживается исторических названий Иудея и Самария в отношении территории, названной во 2-й половине XX века Западным берегом реки Иордан. Термин «Округ Иудея и Самария» был официально утвержден израильским правительством в 1967 году, но стал широко использоваться только после прихода к управлению страной партии Ликуд в 1977 году[9]. Однако, аннексированные после Шестидневной войны 1967 года восточные районы Иерусалима входят в Иерусалимский округ.

## Обзор истории Иудеи и Самарии (Западный берег реки Иордан)
(по)
- До XIII века до н. э. на территории западного берега реки Иордан располагались несколько городов-государств различных ханаанских народов.
- В течение XIII—XII веков до н. э. эти территории были захвачены еврейскими племенами и с тех пор вошли в состав Земли Израиля. Название «Иудея» получила территория, отошедшая племени иудеев (в еврейской терминологии — колену Иехуды).
- В XI веке до н. э. эта территория вошла в состав объединённого Израильского царства, столицей которого вначале был город Хеврон, а затем стал Иерусалим.
- После распада объединённого Израильского царства в X веке до н. э. на его бывшей территории были созданы два царства — Иудея и Израиль. Израильские цари основали новую столицу своего царства — г. Самарию (ивр. שומרון‎). Территория, прилегающая к новой столице, стала называться Самария.
- Еврейская государственность была окончательно разрушена Римской империей в период императора Адриана во II веке н. э. Земля Израиля была переименована римлянами в провинцию Палестина, по названию одного из народов моря (филистимляне, ивр. פלישתים‎), проживавших в ней в прошлом.
- В течение последующих 18 веков эта территория поочерёдно входила в состав Римской империи, Византийской империи, Арабского халифата, Иерусалимского королевства, Мамлюкского султаната, Османской империи и британского мандата в Палестине.
- Небольшие еврейские общины существовали в Иерусалиме, Хевроне, Тверии, Цфате, Акко, в городе Газа и других городах. Там осели некоторые сефарды через несколько поколений после того, как их предки были изгнаны из Испании, а затем в XVI—XVIII веке к ним присоединились и евреи-ашкеназы.
- В конце XIX и первой половине XX века евреи-репатрианты создали в Иудее, Самарии и в районе Газы ряд новых поселений. Однако евреи были эвакуированы из Хеврона и из города Газа британскими властями после погромов 1929 года.
- В ходе Арабо-израильской войны (1947—1949) Иудея и Самария были заняты Трансиорданией и в 1950 году в одностороннем порядке аннексированы ею. После аннексии Трансиордания изменила свое название на Иорданию и дала им название «Западный берег», в отличие от восточного берега р. Иордан, который был основной её территорией до войны. Жители еврейских поселений на захваченной Трансиорданией территории бежали или были изгнаны ею в Израиль.
- Территории Иудеи и Самарии попали под контроль государства Израиль в 1967 году, в результате Шестидневной войны.
- 19 ноября 2019 года Государственный секретарь США Майк Помпео обнародовал декларацию, согласно которой США не рассматривают еврейские населенные пункты в Иудее и Самарии как противоречащие международному законодательству, и вопрос поселений является внутренним делом израильской юрисдикции[11][12].

## История современных израильских поселений
В 1967 году, в результате Шестидневной войны Израиль приобрел контроль над рядом новых территорий.
- От Иордании под контроль Израиля перешли Западный берег реки Иордан, включая восточную часть Иерусалима (Восточный Иерусалим).
- От Египта под контроль Израиля перешли Синайский полуостров и сектор Газа.
- От Сирии под контроль Израиля перешли Голанские высоты. В 1981 году они были аннексированы Израилем.
- В 1967 году муниципальные границы Иерусалима были расширены на старый город Иерусалима и Восточный Иерусалим. Израиль законодательно отделил Восточный Иерусалим от западного берега реки Иордан и объявил свой суверенитет над объединённым Иерусалимом, таким образом аннексировав его. Жителям бывшей иорданской части города было на выбор предложено израильское гражданство (за некоторым исключением) или вид на жительство (в случае, если они захотят сохранить иорданское гражданство). ООН и значительная часть международного сообщества официально не признают аннексии восточной части города и израильского суверенитета над ним.
- Синай, сектор Газа и Западный берег реки Иордан получили статус оккупированных территорий. Их жителям не было предложено израильское гражданство или вид на жительство. Хотя изначально, у них де-факто была возможность работать на территории Израиля и пересекать зелёную черту.
- В 1967 году по решению израильского правительства создаются первые израильские военные поселения на Голанских высотах и поселения на Западном берегу реки Иордан.

Моше Даян писал по поводу создания поселений:
В районах, из которых мы не хотим уходить и которые являются частью новой территориальной карты Государства Израиль, должны быть созданы факты путём создания городских, сельскохозяйственных и промышленных поселений и армейских баз… Я рассматриваю поселения как наиболее важную вещь, которая имеет наиболее сильный вес с точки зрения создания политических фактов. Это основано на предположении, что мы останемся в любом месте, где мы создадим форпост или поселение
- В 1977 году уже существуют 36 израильских поселений на Западном берегу реки Иордан, 16 в секторе Газа и на Синае, 27 на Голанских высотах. Общее население поселений составляло 11 тысяч человек[14].
- В 1981 году Израиль произвёл эвакуацию всех своих поселений с Синайского полуострова, в связи с возвращением этой территории Египту по Египетско-израильскому мирному договору. В рамках этого договора Египет отказался от своих притязаний на сектор Газа.
- В 1994 году в результате мирного договора между Израилем и Иорданией, последняя отказалась от своих притязаний на Западный берег реки Иордан.
- В августе 2005 года Израиль эвакуировал свои поселения из Газы и северной части Западного берега реки Иордан (северная Самария), согласно Плану одностороннего отделения.

## Население
На 2007 год количество жителей израильских поселений в Иудее и Самарии (включая районы Иерусалима, расположенные восточнее линии разделения от 1948 года, например, Неве-Яаков, Писгат-Зеэв, Гива Царфатит, Гило, Хар-Хома) составляло 484 тысячи человек.
В 2009 году численность жителей израильских поселений в Иудее и Самарии (включая районы Иерусалима, расположенные восточнее линии разделения от 1948 года) превысила 500 тысяч человек.
В течение долгих лет израильское правительство поощряло переезд израильтян и новых еврейских репатриантов из других стран в поселения. Переселившиеся туда имели налоговые льготы, субсидии и льготные ссуды на покупку жилья и т. п.
В таблице указано, как происходил рост населения в израильских поселениях:
| Еврейское население                         | 1948                         | 1966 | 1972    | 1983    | 1993    | 2004    | 2007    | 2016    |
| ------------------------------------------- | ---------------------------- | ---- | ------- | ------- | ------- | ------- | ------- | ------- |
| Западный берег реки Иордан (без Иерусалима) | 480 (см. Гуш-Эцион)          | 0    | 1 182   | 22 800  | 111 600 | 234 487 | 276 462 | 396 527 |
| Сектор Газа                                 | 30 (см. Кфар-Даром)          | 0    | 700*    | 900     | 4 800   | 7 826   | 0       | 0       |
| Голанские высоты                            | 0                            | 0    | 77      | 6 800   | 12 600  | 17 265  | 18 692  | 29 981  |
| Восточный Иерусалим                         | 2300 (см. Атарот, Неве Яков) | 0    | 8 649   | 76 095  | 152 800 | 181 587 | 189 708 | 271 144 |
| Всего                                       | 2 810                        | 0    | 10 608* | 106 595 | 281 800 | 441 165 | 484 862 | 697 652 |

* включая Синай
Численность населения продолжает расти за счёт внутренней миграции, внешней миграции (в поселения прибывает в среднем по 1000 евреев-иностранных граждан в год), а также за счёт высокой рождаемости (в поселениях рождаемость примерно в три раза выше, чем в целом по Израилю, что связано с высоким процентом религиозных поселенцев).

## Статус поселений с точки зрения ортодоксальногоиудаизма
Ситуация, при которой законность освобождения евреями Земли Израиля и её заселение будут оспариваться народами мира, была описана Раши, известным еврейским комментатором Танаха и Талмуда, ещё в XI веке н. э., за 900 лет до возвращения евреев на свою землю. В комментарии на первые слова Торы «В начале сотворил Б-г небо и землю» Раши пишет: "Сказал раби Ицхак: "Надлежало бы начать Тору со (стиха) «Этот месяц для вас — глава месяцев» [Исход 12, 2], который является первой заповедью, данной (сынам) Израиля. Почему же (она) начинается с сотворения мира? Потому что «силу дел Своих явил Он народу Своему, чтобы дать им владение племен» [Псалмы 111, 6]. Ибо если скажут народы мира Израилю: «Разбойники вы, захватившие земли семи народов», то (сыны Израиля) скажут им: «Вся земля принадлежит Святому, благословен Он. Он сотворил её и дал её тому, кто Ему угоден. По воле Своей Он дал её им (на время), по воле Своей Он отнял у них и дал её нам».

## Статус поселений с точки зрения международного права

### Позиция ООН и возможное применение требований Женевской конвенции
Ряд источников считает, что существование израильских поселений на оккупированных территориях противоречит Женевской конвенции. Такие международные межправительственные организации, как Конференция стран участников Четвёртой Женевской Конвенции, ООН и ЕС неоднократно заявляли, что эти поселения являются серьёзным нарушением международного права. Неправительственные организации, такие как Международная Амнистия и Human Rights Watch, также охарактеризовали создание поселений как нарушение международных законов.
В статье 49 «Женевская конвенция от 12 августа 1949 года о защите гражданского населения во время войны» указано

Оккупирующая держава не сможет депортировать или перемещать часть своего собственного гражданского населения на оккупированную ею территорию.

В резолюциях СБ ООН 446, 452, 465 и 471, принятых в 1979—1980 гг., указывалось, что создание Израилем поселений на оккупированных территориях является незаконным, и выдвигались требования к Израилю прекратить строительство поселений.

(Совет Безопасности ООН) постановляет, что политика и практика Израиля по созданию поселений на палестинских и иных арабских оккупированных территориях с 1967 года не имеет законных оснований и представляет собой серьёзное препятствие для установления всеобъемлющего, справедливого и долговременного мира на Ближнем Востоке. (резолюций ООН 446, статья 1)

### Позиция Израиля
Израиль утверждает, что его действия не являются нарушением международного права и что в данном случае не могут быть применены нормы Женевской конвенции, поскольку «эти территории ранее не принадлежали никакому государству».
Он также оспаривает определение территории Западного берега р. Иордан (включая Восточный Иерусалим) в качестве «оккупированной», настаивая на международном термине «спорная территория». В качестве основных аргументов в пользу этой позиции приводятся оборонительный характер Арабо-израильской войны 1948 года и Шестидневной войны (1967), отсутствие признанного международного суверенитета над этими территориями до 1967 года и историческое право еврейского народа на Землю Израиля. Сходной позиции придерживается ряд израильских и зарубежных политиков и ведущих юристов. К тому же выводу пришла правительственная комиссия под руководством Эдмунда Леви, исследовавшая строительство в Иудее и Самарии, и подавшая свой отчёт 21 июня 2012 года.

## Список поселений в Иудее и Самарии (Западный берег реки Иордан)
(Части израильских поселений присвоен статус города)
- Алон-Швут (ивр. אַלּוֹן שְׁבוּת‎)
- Альфей-Менаше (ивр. אַלְפֵי מְנַשֶׁה‎)
- Хар-Адар (ивр. הַר אֲדָר‎)
- Хар-Браха (ивр. הַר בְּרָכָה‎)
- Хар-Гило (ивр. הַר גִּלֹה‎).
- Ариэль (ивр. אֲרִיאֵל‎)
- Атерет (ивр. עֲטֶרֶת‎)
- Баркан (ивр. בַּרְקָן‎)
- Бат-Айн (ивр. בַּת עַיִן‎)
- Бейт-Арье — Офарим (ивр. בֵּית אַרְיֵה-עֳפָרִים‎)
- Бейт-Эль (ивр. בֵּית אֵל‎)
- Бейтар-Илит (ивр. בֵּיתָר עִלִּית‎)
- Брухин (ивр. ברוכין‎)
- Гиват-Зеев (ивр. גִּבְעַת זְאֵב‎).
- Имануэль (ивр. עִמָּנוּאֵל‎)
- Итамар (ивр. אִיתָמָר‎)
- Ицхар (ивр. יִצְהָר‎)
- Кармей-Цур (ивр. כַּרְמֵי צוּר‎)
- Карней-Шомрон (ивр. קַרְנֵי שׁוֹמְרוֹן‎)
- Кдумим (ивр. קְדוּמִים‎)
- Кейдар (ивр. קֵדָר‎)
- Кирьят-Арба (ивр. קִרְיַת־אַרְבַּע‎)
- Кирьят-Луза (Неве-Кедем) (ивр. קריית לוזה‎) Считается израильским поселением, фактически самаритянская часть города Шхем (Шомрон, Наблус), прилегающая к еврейскому поселению Ар-Браха.
- Кфар-Эльдад (ивр. כפר אלדד‎)
- Кфар-Эцион (ивр. כְּפַר עֶצְיוֹן‎)
- Маале-Адумим (ивр. מַעֲלֵה אֲדֻמִּים‎)
- Маале-Амос (ивр. מַעֲלֵה עָמוֹס‎)
- Маале-Эфраим (ивр. מַעֲלֵה אֶפְרַיִם‎)
- Мейцад (ивр. מיצד‎) (также неофициальное название — Асфар)
- Мигдаль-Оз (ивр. מִגְדַּל עֹז‎)
- Модиин-Илит (ивр. מוֹדִיעִין עִלִּית‎)
- Неве-Даниэль (ивр. נְוֵה דָּנִיֵּאל‎)
- Нокдим (ивр. נוֹקְדִים)‎)
- Нофим (ивр. נופים)‎)
- Оранит (ивр. אֳרָנִית‎)
- Офра (ивр. עֹפְרָה‎)
- Писгат-Зеев (ивр. פסגת זאב‎). Считается израильским поселением. С точки зрения израильского законодательства и фактически является одним из районов Иерусалима.
- Пней-Кедем (ивр. פְּנֵי קֶדֶם‎)
- Рахелим (ивр. רחלים‎)
- Рош-Цурим (ивр. רֹאשׁ צוּרִים‎)
- Сансана (ивр. סנסנה‎)
- Тальмон (ивр. טלמון‎)
- Текоа (ивр. תְּקוֹעַ‎)
- Халамиш (ивр. חַלָּמִישׁ‎) (также неофициальное название — «Неве-Цуф», ивр. נוה-צוף‎)
- Шило (ивр. שִׁילֹה‎)
- Эли (ивр. עֵלִי‎)
- Эльазар (ивр. אֶלְעָזָר‎)
- Элькана (ивр. אֶלְקָנָה‎)
- Эфрат (ивр. אֶפְרָת‎)
- Эйнав (ивр. עינב‎)

### Поселенческие анклавы
- еврейские кварталы Хеврона

### Поселенческие блоки
- Гуш-Эцион (ивр. גּוּשׁ עֶצְיוֹן‎)

## Сектор Газа
- 15 августа 2005 года Израиль начал вывод израильских поселенцев (9 200 человек).
- 22 августа 2005 года все израильтяне покинули Сектор Газа.
- С 23 августа 2005 года на территории сектора Газа нет ни одного израильского поселения.
- 12 сентября 2005 года Сектор Газа покинул последний израильский солдат.

### Бывшие поселения
- Элей-Синай (ивр. אלי סיני‎)
- Бдолах (ивр. בדולח‎)
- Бней-Ацмон (ивр. בני עצמון‎)
- Гадид (ивр. גדיד‎)
- Ган-Ор (ивр. גן אור‎)
- Ганей-Таль (ивр. גני טל‎)
- Дугит (ивр. דוגית‎)
- Кфар-Даром (ивр. כפר דרום‎)
- Кфар-Ям (ивр. כפר ים‎)
- Керем-Ацмона (ивр. כרם עצמונה‎)
- Мораг (ивр. מורג‎)
- Неве-Дкалим (ивр. נוה דקלים‎)
- Нисанит (ивр. ניסנית‎)
- Нецер-Хазани (ивр. נצר חזני‎)
- Нецарим (ивр. נצרים‎)
- Пеат-Саде (ивр. פאת שדה‎)
- Катиф (ивр. קטיף‎)
- Рафиах-Ям (ивр. רפיח ים‎)
- Шират-ха-Ям[англ.] (ивр. שירת הים‎)
- Слав (ивр. שליו‎)
- Тель-Катифа (ивр. תל קטיפא‎)

## Синайский полуостров
- Все поселения были эвакуированы с полуострова в течение трёх лет после подписания египетско-израильского мирного договора.

### Бывшие поселения
- Авшалом (ивр. אבשלום‎)
- Ацмона (ивр. עצמונה‎)
- Декла (ивр. דקלה‎)
- Ди-Захав (ивр. די זהב‎)
- Захарон (ивр. זהרון‎)
- Маоз-ха-ям (ивр. מעוז הים‎)
- Наот-Синай (ивр. נאות סיני‎)
- Нетив-ха-Асара (ивр. נתיב העשרה‎)
- Нахаль-ям (ивр. נח"ל ים‎)
- Невиот (ивр. נביעות‎)
- Нир-Авраам (ивр. ניר אברהם‎)
- Ницаней-Синай (Кадеш Барнеа) (ивр. ניצני סיני‎, ивр. קדש ברנע‎) — переведёно на новое место с тем же именем
- Офира (ивр. אופירה‎)
- При-Ган (ивр. פרי גן‎)
- Приэль (ивр. פריאל‎)
- Садот (ивр. שדות‎)
- Санта Катарина (ивр. סנטה קתרינה‎) — располагалось в строениях монастыря
- Суфа (ивр. סופה‎)
- Таба (ивр. טאבה‎)
- Тальмей Йосеф (ивр. תלמי יוסף‎)
- Угда (ивр. אוגדה‎)
- Харувит (ивр. חרובית‎)
- Хацер-адар (ивр. חצר אדר‎)
- Хулит (ивр. חולית‎)
- Шалевет (ивр. שלהבת‎)
- Эйтам (Махане Нурит) (ивр. איתם‎, ивр. מחנה נורית‎)
- Ямит (ивр. ימית‎)